# Batocnema
Batocnema este un gen de molii din familia Sphingidae. 

## Specii
- Batocnema africanus - (Distand 1899)
- Batocnema coquerelii - (Boisduval 1875)